# Lemuralia
Las Lemurias o fiesta de Lemures son las denominaciones con las que se conoce una celebración religiosa de los antiguos romanos; en ella realizaban ritos apotropaicos durante tres días y noches para exorcizar los espectros de los difuntos inquietos e impedir que embrujaran sus hogares. En el calendario juliano esta fiesta corresponde al 9, 11 y 13 de mayo, aunque en el calendario anterior mayo era el tercer mes; Ovidio afirmaba arbitrariamente que estas fiestas fueron instituidas por Rómulo para apaciguar el espíritu de su hermano gemelo Remo, al cual había asesinado, y justificaba esta tesis dándole la etimología de Remuria. El festival era, por demás, casi el mismo en sus detalles que el del antiguo Setsubun japonés, y celebraciones semejantes eran el Samhain de los celtas (que pasó a ser Halloween), el Día de los Fieles Difuntos de la cultura occidental y el Día de los muertos mexicano.
Algunos consideran que la Lemuria fue sustituida por las fiestas cristianas actuales de Todos los Santos y el día de Difuntos por parte del papa Bonifacio IV.º (entonces el 13 de mayo, pero desplazadas luego al 1 y 2 de noviembre); pero los académicos consideran demasiado vaga esta teoría para estimar un origen directo como tal y más bien podría asociarse a las Parentalia, otra festividad en honor a los muertos benéficos.
La descripción de la ceremonia o liturgia doméstica realizada en estos días por los ciudadanos romanos la hizo el poeta latino Ovidio en sus Fasti: el pater familias paseaba descalzo por la casa a medianoche y hacía una ofrenda de judías negras que arrojaba tras su hombro sin volverse o mirar atrás, haciendo una higa o castañeta como hechizo de defensa (digitis medio cum pollice iunctis), mientras se percutía una jarra, puchero u olla de bronce y pronunciaba la fórmula: Manes exite paterni! / "¡Salid, espíritus de los ancestros!", en contexto completamente apotropaico.
«Cuando se haya lavado las manos en agua de una fuente limpia, se dará la vuelta, tras tomar frijoles negros y arrojarlos tras él; al tirarlos, dirá: "Te ofrezco estos frijoles; con ellos, me redimo a mí y a los míos". Lo dirá nueve veces, sin mirar atrás: se supone que la sombra recogerá los frijoles y seguirá sus pasos, sin ser vista. Nuevamente toca el agua y hace sonar el bronce de Temesa, y le pide a la sombra que abandone su techo. Cuando haya dicho nueve veces: "¡Manes de mis ancestros, salgan!", mirará hacia atrás y juzgará que los ritos se han realizado conforme a las reglas.»
Durante los días de esta fiesta, a los espectros de los muertos inquietos (llamados larvae o lemures, y otras veces umbrae, immagines, especies), que no podían encontrar reposo porque habían tenido una muerte trágica, violenta o suicida y podían perturbar el sueño de los vivos y mostrarse por las noches, se los aplacaba además con ofrendas de grano y las vestales preparaban para ofrecérsela la mola salsa, una tosca torta de harina con sal hecha con las primeras espigas de trigo segadas en la temporada. Durante estos días, considerados de mal agüero, se prohibía realizar bodas (de donde el proverbio Mense Maio malae nubunt / "Las chicas malas se casaron en mayo"); además, se cerraban todos los templos y por las noches se golpeaban sin cesar grandes pucheros o bien címbalos de bronce.